# Die große FIFA-Story
Die große FIFA-Story, auch Planet FIFA, Originaltitel: La planète Fifa, ist eine Dokumentation von ARTE France und Grand Angle Productions. Sie wurde von Arte und Netflix erstausgestrahlt.

## Inhalt
Die Dokumentation beleuchtet, wie in der Geschichte der FIFA, ausgehend von der Gründung 1904, über Jules Rimet und vor allem João Havelange zu Sepp Blatter Internationalisierung, Kommerzialisierung und letztlich Korruption die bestimmenden Treiber wurden.
Es werden mafiöse Strukturen bei den Fußball-WM-Vergaben und der Einnahmenverteilung aus Vertriebsrechten sowie Fernseh- und Marketingrechte aufgezeigt. Die Nachforschungen zu Wahlmanipulation, Schmiergeldzahlungen und gekauften Fußball-Weltmeisterschaften führten den investigativ erfahrenen Perez nach Paris, Rio de Janeiro, Yaoundé, New York, Washington und London. Abschließend behandelt die Dokumentation das Jahr 2015, in dem vor dem 66. FIFA-Kongress etliche Funktionäre verhaftet wurden und in der Zürcher Zentrale eine umfangreiche Hausdurchsuchung stattfand.

## Mitwirkende
Obwohl zentrale Figuren wie Blatter jegliche Beteiligung an dem Dokumentarfilm verweigerten, gelang es Jean-Louis Perez einige Aussagen von ehemaligen FIFA-Mitgliedern, Anwälten, Politikern, Sportfachleuten und ehemaligen Fußballspielern vor der Kamera zu bekommen.
Unter anderem kommen zu Wort Gerhard Aigner (Generalsekretär der UEFA 1989–2003), Damian Collins (englischer Abgeordneter und Gründer der Bewegung New FIFA Now), Antoine de Padoue Essomba Eyenga (ehemaliger Funktionär des kamerunischen Fußballverbands), Andrew Jennings (englischer Journalist und FIFA-Experte) sowie David Larkin, ein US-amerikanischer Anwalt, der sich auf die Bekämpfung von Korruption spezialisiert hat. Ebenso sprechen mit Perez Arnaud Ramsay (Journalist und Autor des Buches Président Platini), Yves Rimet (Enkel von Jules Rimet, dem FIFA-Gründer), Roland Rino Büchel (Schweizer Abgeordneter und ehemaliger Manager des Sportmarketingunternehmens ISL), Romario (ehemaliger brasilianischer Fußball-Weltmeister) und Najib Salmi (marokkanischer Journalist). Auch zu Wort kommen Guido Tognioni, ein ehemaliger leitender Angestellter der FIFA, Jacques Vendroux (Journalist, Freund von Michel Platini), Alexandra Wrage, Vorsitzende von Trace International, einer in New York ansässigen Organisation zur Bekämpfung von Korruption sowie Michel Zen-Ruffinen, ehemaliger Generalsekretär der FIFA.

## Rezeption
Jürn Kruse in der taz lobte den Dokumentarfilm und den Zeitpunkt seiner Veröffentlichung nur wenige Tage vor dem FIFA-Kongress 2016, auf dem der Nachfolger Blatters gewählt werden sollte. Gleichzeitig sieht er wenig Hoffnung für eine positive Antwort auf die Schlussfrage des Films, nämlich ob die FIFA einen Neuanfang schaffe werde und verweist auf den zu diesem Zeitpunkt als Favoriten gehandelten bahrainischer Fußballfunktionär und Mitglied des FIFA-Exekutivkomitees Salman al Khalifa. Le Monde nannte den Film gründlich und akribisch recherchiert.